# سلوبودان بافكوفيتش
بوب سلوبودان ، مدرب كرة قدم صربي.
و هو درب نادي النصر الكويتي موسم 2004/2005.